# تاراسوفکا
تاراسوفکا (انگلیسی: Tarasovka) یک شهرک در شهرستان دیورتیورلینسکی در استان باشقیرستان کشور روسیه است.